# メロンボール
メロンボールは、リキュールベースのカクテルで、コールドタイプのロングドリンクである。このカクテルは、「ミドリ」というメロン・リキュールを、サントリー・インターナショナル社（Suntory International Corp.）がアメリカで発売した時、宣伝のために提案したもの。ちなみにアメリカでは、やや大きな乳房のことをメロンボールと言うことがあるものの、このカクテルが、そのことを指していたのかは不明。メロンボムともいうことがある。

## レシピと作り方について
- ミドリ ＝ 30ml
- ウォッカ ＝ 20ml
- オレンジ・ジュース ＝ 80ml

氷を入れた大型のワイン・グラスに、ミドリ、ウォッカ、オレンジジュースを注いで、ステアすれば完成である。ミドリ、ウォッカ、オレンジジュースをシェークして、グラスに注ぐという作り方もある。なお、ジュースはオレンジジュースの代わりに、パイナップル・ジュース、または、グレープフルーツ・ジュースで作ることもある。
他、
- メロン・リキュール ＝ 40ml
- ウォッカ ＝ 20ml
- オレンジ・ジュース ＝ 80ml

を氷を入れたゴブレット（容量300ml程度）に注ぎ、ステアするとしているレシピもある。
- メロン・リキュール ＝ 60ml
- ウォッカ ＝ 30ml
- オレンジ・ジュース ＝ 60ml

を氷を入れたタンブラー（容量300ml程度）に注ぎ、ステアするとしているレシピもある。
このようにレシピはそれぞれ異なる。
ただ、いずれにしても、ミドリ（メロンリキュール）をウォッカよりも多く使用し、ジュースは、オレンジジュースを標準とする。